# Siegfried Neuenhausen

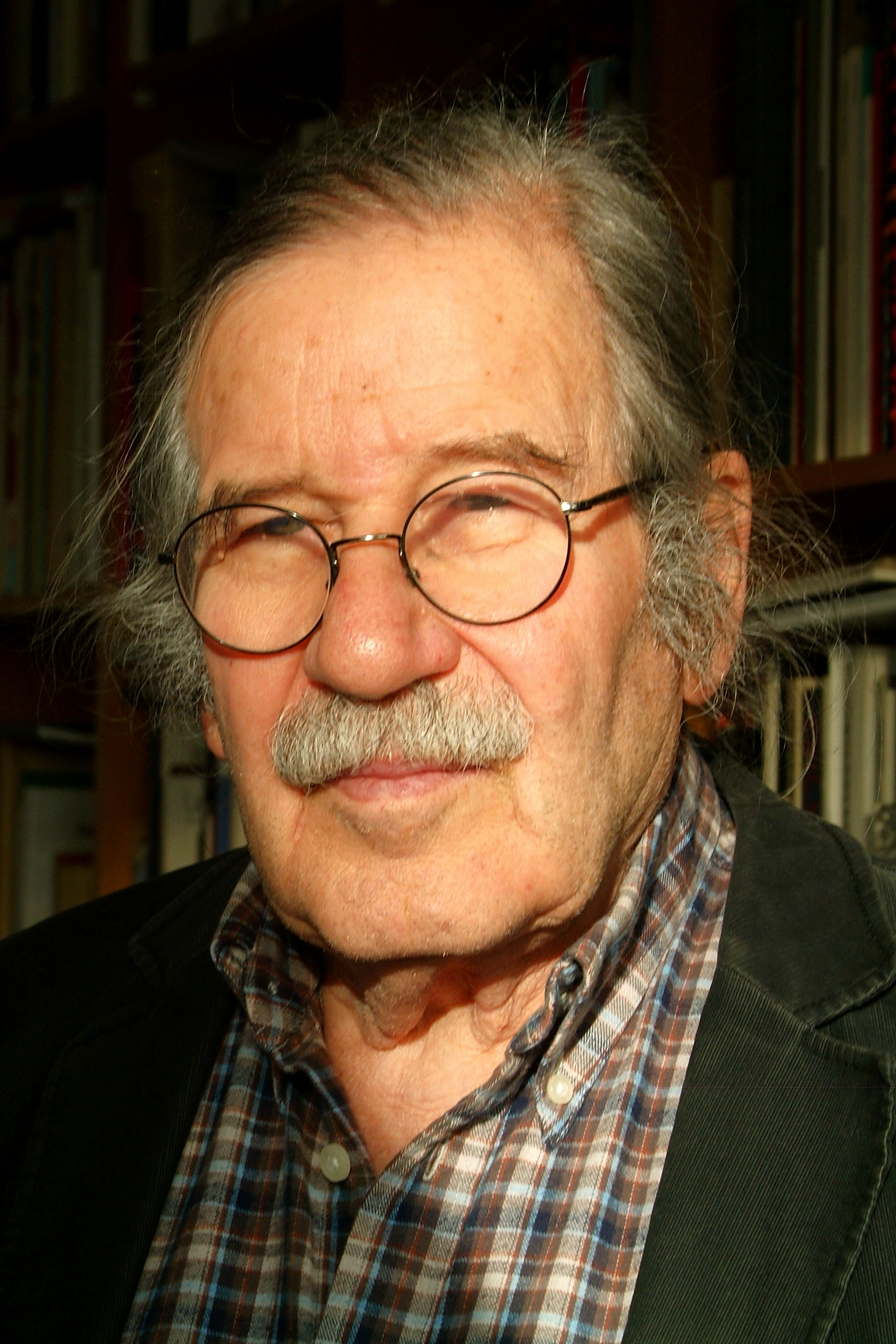
Siegfried Neuenhausen (2011)

Siegfried Neuenhausen (* 30. November 1931 in Dormagen) ist ein deutscher Bildhauer, Maler und Grafiker, Autor und Herausgeber sowie Plastiker des Realismus.

## Leben

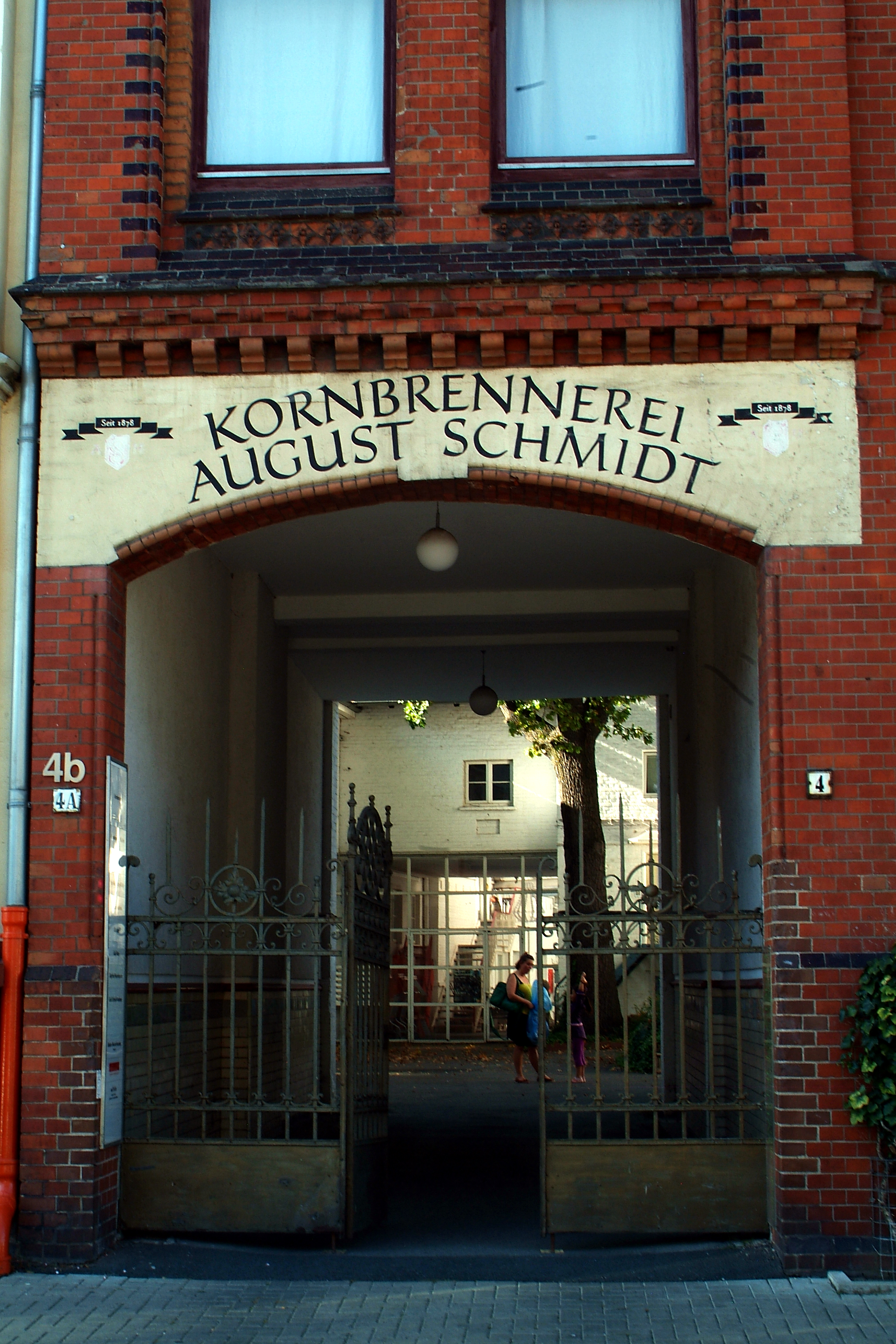
Die ehemalige Kornbrennerei in der Bertramstraße 4 A/B in Hannover-Hainholz, Sitz der gleichnamigen Künstler-Galerie(n)

Siegfried Neuenhausen studierte von 1952 bis 1959 Malerei an der Kunstakademie Düsseldorf und belegte gleichzeitig Philosophie an der Universität zu Köln. Von 1956 bis 1960 erhielt er ein Stipendium der Studienstiftung des deutschen Volkes. Danach war er von 1961 bis 1964 als Kunsterzieher in Hannover tätig. Ab 1964 nahm er eine Lehrtätigkeit an der Hochschule für Bildende Künste Braunschweig war, seit 1968 ist er Mitherausgeber der Zeitschrift Kunst und Unterricht. 1983 erwarb er die Kornbrennerei Hannover-Hainholz und baute sie als Künstler-Galerie aus.
Von 1985 bis 1988 war er Erster Vorsitzender des Deutschen Künstlerbundes. 1990 erhielt er eine Gastprofessur in San Antonio/Texas und 1996 eine Gastprofessur in Bandung (Indonesien). Siegfried Neuenhausen wurde mit seinem Werk in die Künstlerdatenbank und Nachlassarchiv Niedersachsen aufgenommen.

## Werke

### Allgemein
Die Werke Neuenhausens zeigen gesellschaftliche Widersprüche, orientieren sich an Themen der Gesellschaftspolitik und nutzen Kunst zur Emanzipation des Menschen. Seine Darstellung wurde im Laufe seines Schaffens radikaler und politischer, so setzte er Figuren gefolterter und torsohafter Menschen in Kisten, auf Stühle, und heftete sie als Kleiderrest an Bretterwände. Neuenhausen inszenierte moralische Appelle, wie 1970 mit der Skulptur Mann in Kiste. Ihm geht es bei seiner Bildhauerei um gesellschaftspolitische Themen, die Entlarvung politischer Lügen und das Anprangern von Gewalt, Diktatur und Folter. Er arbeitete mit Gefangenen in Bremen und mit psychisch Kranken an Skulpturen in Hamburg-Ochsenzoll und in Wunstorf. Seit Jahren belebt er die Stadtteilkultur in Hannover-Hainholz. Zusammen mit dem Grafiker Klaus Staeck rief Neuenhausen eine Initiative für den späteren Bundeskanzler Gerhard Schröder (SPD) ins Leben: In den Wahljahren 1994, 1998 und 2002 und auch 2005 stifteten Künstler Arbeiten für eine Auktion, aus deren Erlös dann der von Schröder vergebene Kunstpreis Aus gegebenem Anlaß finanziert wurde.
1991 initiierte Neuenhausen die Bilderwand Bertramstraße in Hainholz, an der elf zum Teil international renommierte Künstler wie etwa Tony Cragg oder Timm Ulrichs eine Industriewand der VSM Vereinigten Schmirgel- und Maschinen-Fabriken gestaltet hatten.
Seine Werke signiert Siegfried Neuenhausen teilweise mit dem Monogramm „S. N.“.

### Skulpturen, Plastiken und Reliefs

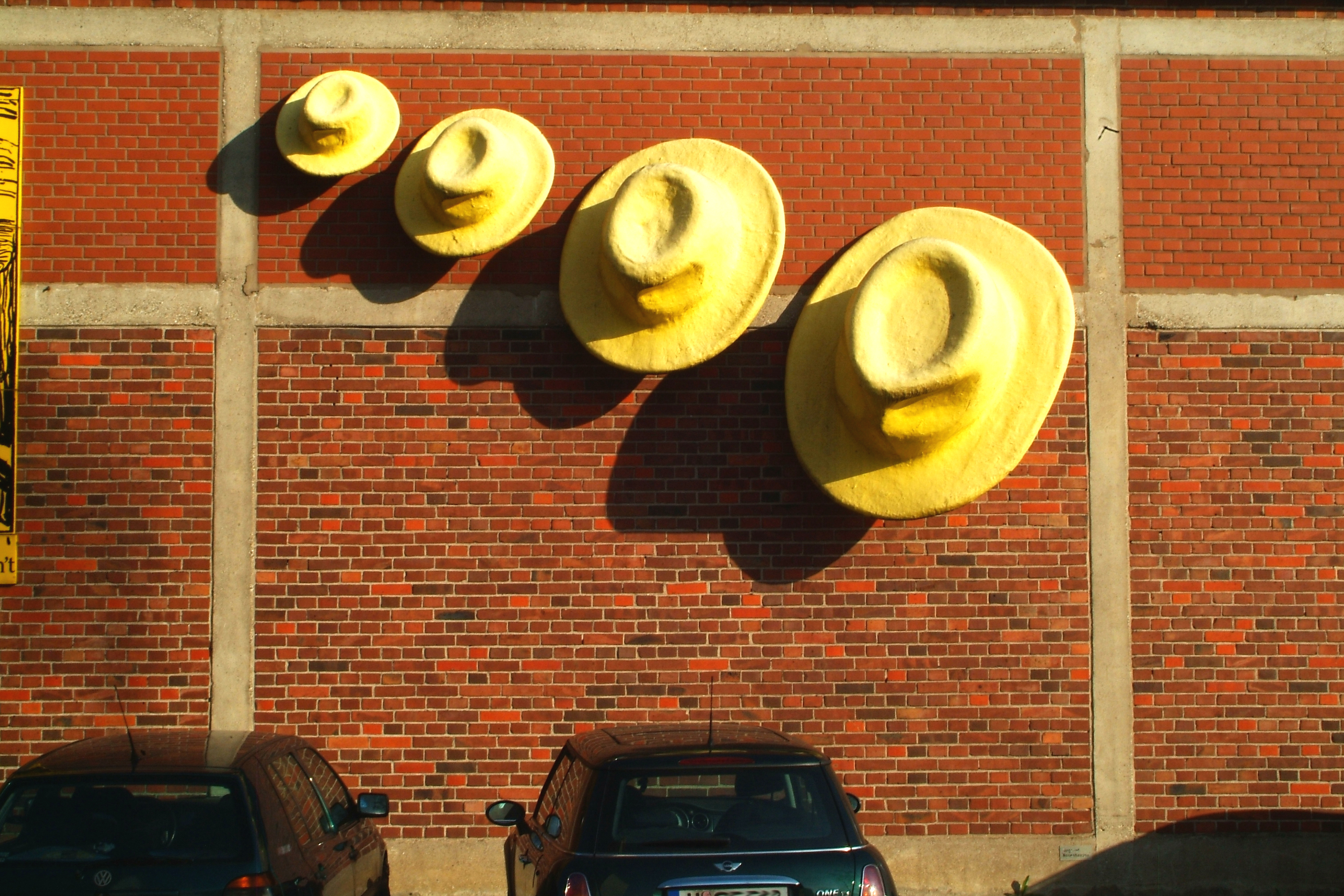
1991: Fliegende Hüte an der Bilderwand Bertramstraße
Katzenbalgen in Braunschweig
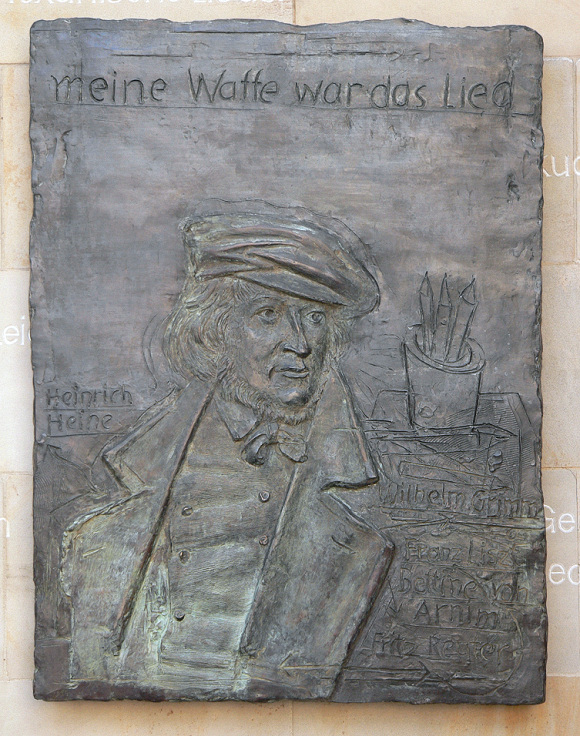
2007:[10] Platte zum Thema Einigkeit und Recht und Freiheit mit Hoffmann von Fallersleben u. A. am Leineschloss in Hannover
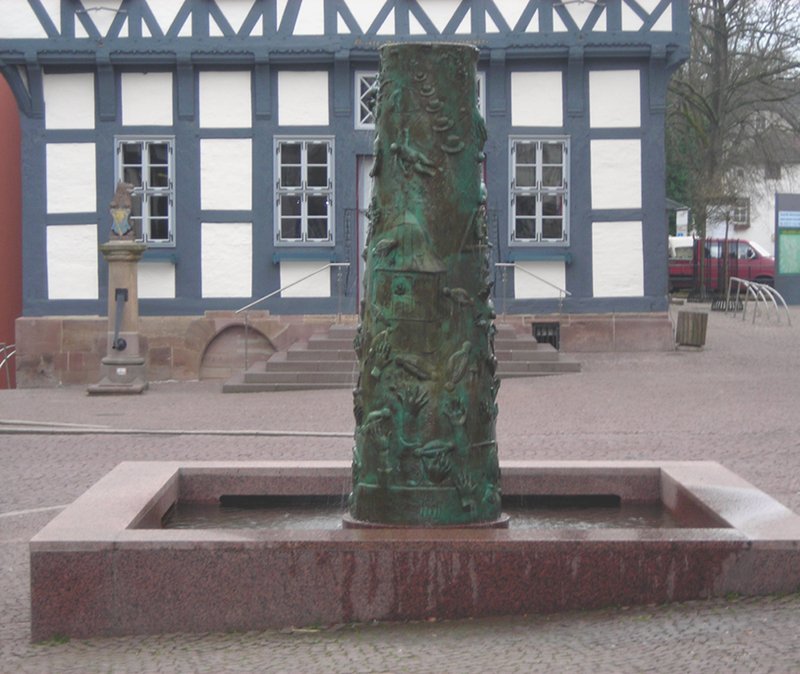
Spenneweih-Brunnen in Uslar (Solling)
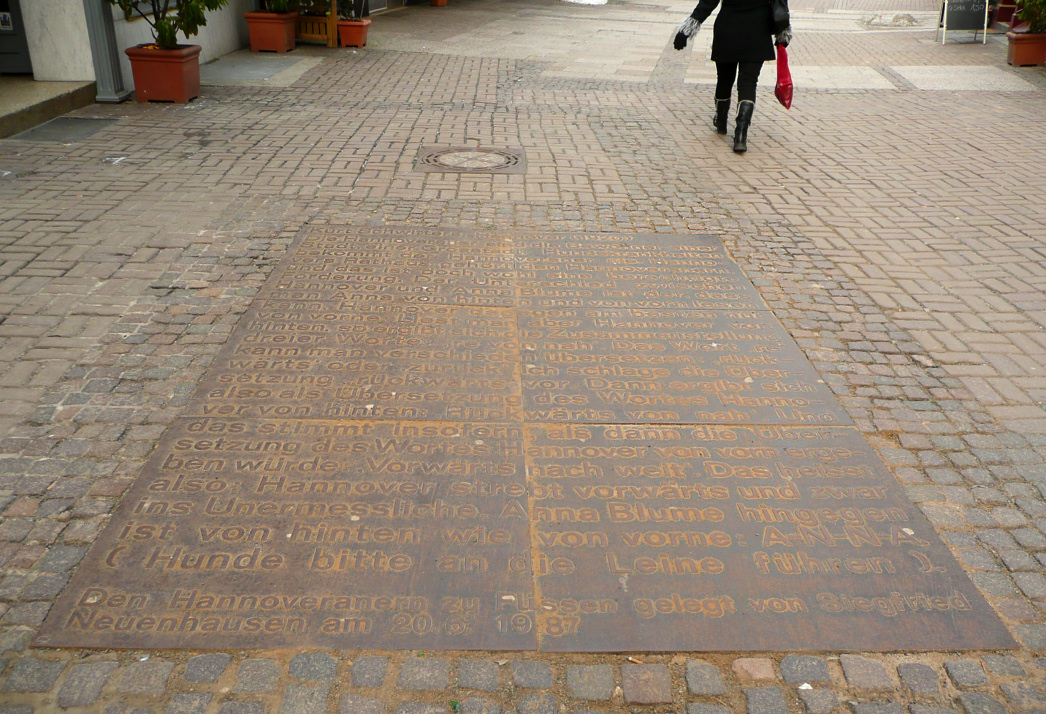
Bodenrelief in Hannover mit Kurt Schwitters Gedicht An Anna Blume
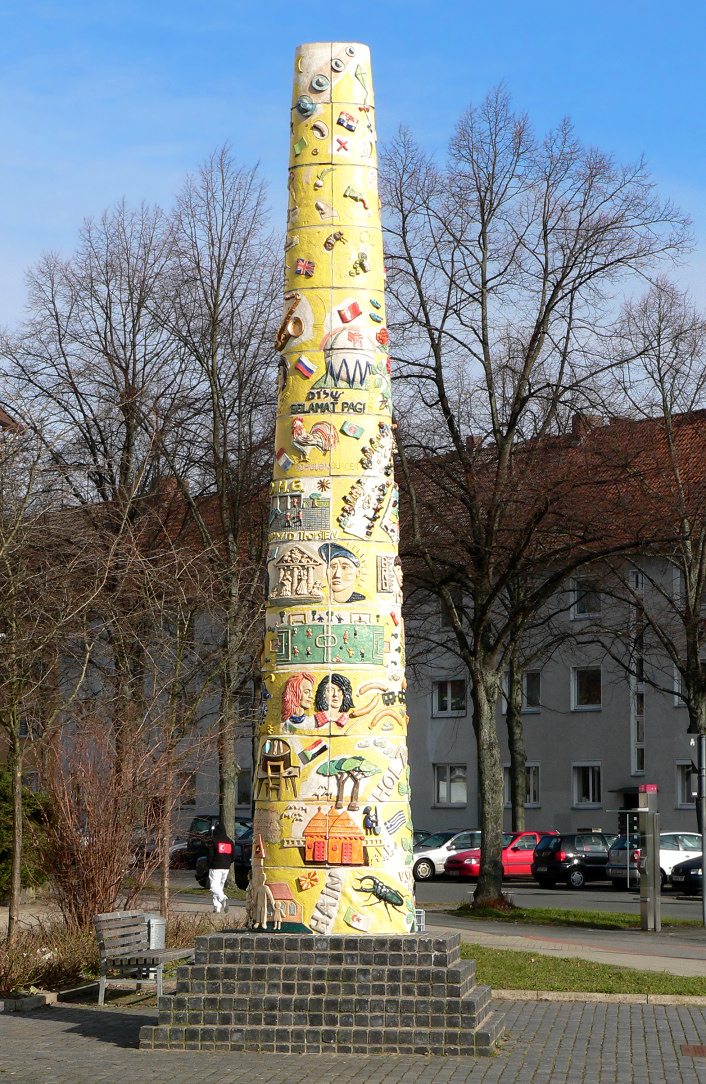
Hainholz-Stele
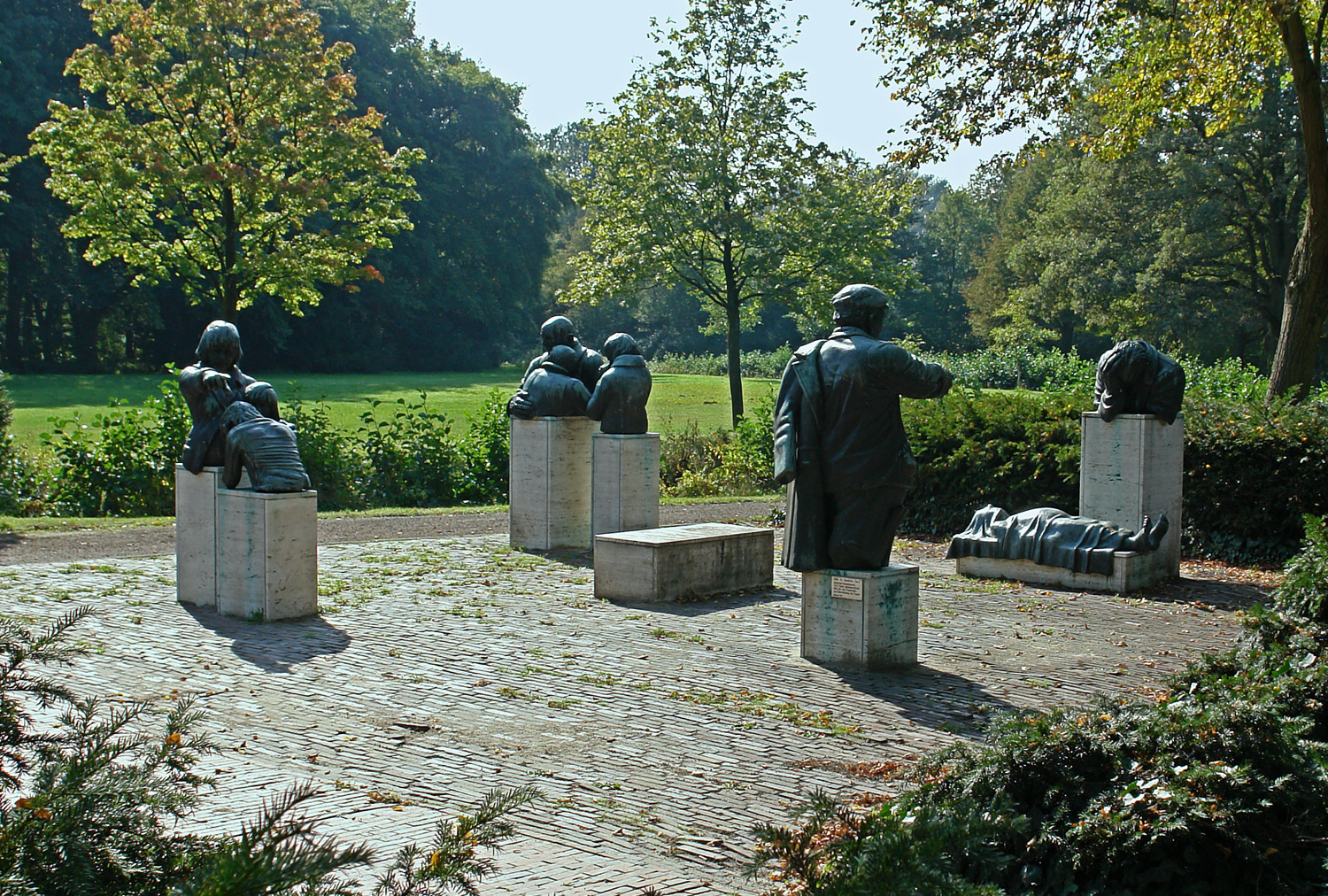
Solidarität mit den Trauernden in Bremen
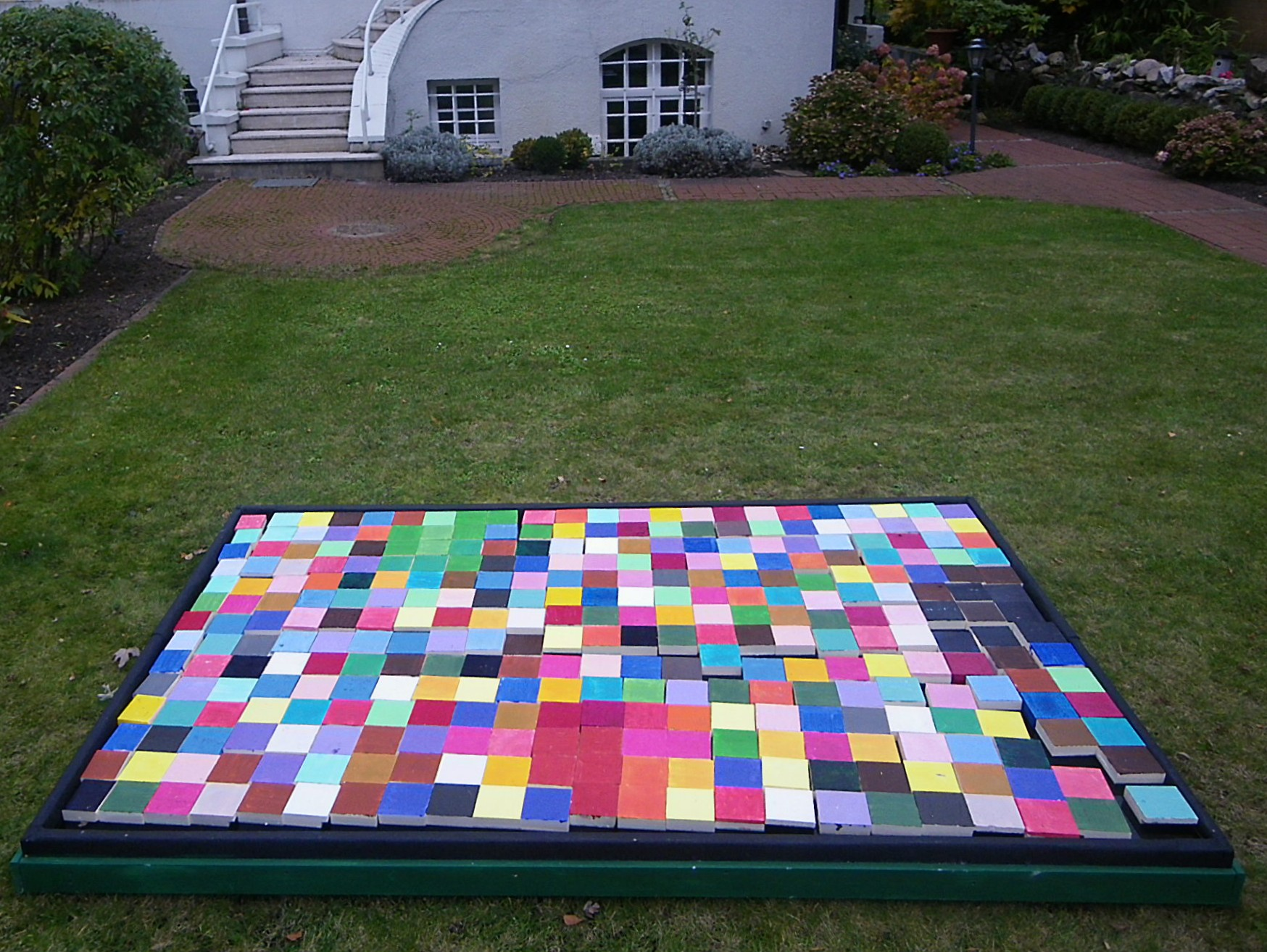
Beitrag Wintergärten V, Güntherstraße 2012

### Denkmünzen und Medaillen
Im Jahr 2007 überarbeitete Neuenhausen im Auftrag der Hannoverschen Hochschulgemeinschaft die im jährlichen Wechsel mit dem Wissenschaftspreis vom Freundeskreis der Leibniz Universität Hannover für besondere Verdienste um die Förderung von Technik und Wirtschaft verliehene Karmarsch-Denkmünze.

### Schriften
- Kunst mit Behinderten: Mosaikbilder. Mosaikbilder für den Neubau der Lebenshilfe auf der Kaiserstraße in Braunschweig. Broschüre. Ohne Jahr.
- Skulpturen für Hainholz: Stadtteilsanierung-Kunst-Bürgerbeteiligung. Kerber-Verlag, Bielefeld 2013, ISBN 978-3-866788787-.
- Ludwig Zerull – Freund und Weggefährte. In: Lienhard von Monkiewitsch, Reinhard Scheibe, Giso Westing (Hrsg.): Ludwig Zerull. Vermittler, Gestalter, Chronist, Bonvivant. Gesamtherstellung: ArtnetworX, Hannover 2012, S. 36f.
- mit René Zechlin, Ulrich Krempel: Die Bürger von B. Sprengel Museum Hannover; Kleine Welten, Kunstverein Hannover, Ausstellungskatalog anlässlich der Ausstellung Siegfried Neuenhausen, Kleine Welten, im Kunstverein Hannover vom 6. Juli 2011 – 14. August 2011, Die Bürger von B. im Sprengel Museum Hannover, 6. Juli 2011 – 9. Oktober 2011. Hrsg. vom Kunstverein Hannover und Sprengel-Museum Hannover, Übers. in dt./engl.: Michael Wolfson. Hannover 2010, ISBN 978-3-934421-22-6.
- Bauarbeiter, ein Figurenensemble. Bildhauerprojekt mit Gefangenen der Justizvollzugsanstalt Hannover. Hannover 2000, ISBN 3-925902-37-6.
- Werkgruppe Bronze. Zu den Ausstellungen in der Versandhalle in Grevenbroich, 23. März – 24. April 1999, Friedrich-Ebert-Stiftung in Bonn vom 28. April – 26. Mai 1999. Appelhans Verlag, Braunschweig 1999, ISBN 3-930292-18-1.
- Graben nach verschütteter Kreativität / Siegfried Neuhausens Kunstprojekte mit Gefangenen in Bremen, Patienten in Wunstorf und Ochsenzoll, Behinderten in Braunschweig. Hrsg. vom Rektor der Hochschule für Bildende Künste Braunschweig, Referat für Öffentlichkeitsarbeit und Weiterbildung. Braunschweig 1992.
- mit Karl-Heinz Vach: Bilderwand Bertramstraße – Kornbrennerei. Mit Fotos von Stefan Neuenhausen und Herbert Nelius. Hrsg. von Kornbrennerei e. V. Hannover o. J. (1991?), ISBN 3-88746-301-3.
- mit Ludwig Zerull: Die Welt als Irrenhaus, zur Ausstellung 4.–25. September 1988 im Kunstverein Salzgitter. Hrsg. vom Kunstverein Salzgitter e. V. Salzgitter 1988
- Hans-Joachim Manske, Peter Miczek, Siegfried Neuenhausen: Mauern öffnen. Zur Ausstellung der Bildhauerwerkstatt Oslebshausen, 8.–29. November 1987 in der Kommunalen Galerie Bremen. In der Reihe Stadtleben, hrsg. von der Bildhauerwerkstatt in der Bremer Justizvollzugsanstalt Oslebshausen/Kommunale Galerie. Steintor Verlag, Bremen 1987.
- mit M. Lyra-Wex: 1936 (Neunzehnhundertsechsunddreissig), verbotene Bilder. Zu den Ausstellungen vom 6. September bis 5. Oktober 1986 im Rheinischen Landesmuseum Bonn und im Wissenschaftszentrum Bonn. In der Reihe Jahresausstellung des Deutschen Künstlerbundes, Bd. 34. Cantz Verlag, Stuttgart 1986.
- mit M. Lyra-Wex: 1936 (Neunzehnhundertsechsunddreissig), verbotene Bilder. Zur Ausstellung 26. Oktober – 7. Dezember 1986 im Sprengel Museum Hannover. Deutscher Künstlerbund, Berlin 1986.
- Siegfried Neuenhausen, M. Lyra-Wex: 1986 (Neunzehnhundertsechsundachtzig), Vielfalt der Bilder. Zu den Ausstellungen vom 6. September bis 5. Oktober 1986 im Rheinischen Landesmuseum Bonn und im Wissenschaftszentrum Bonn. In der Reihe Jahresausstellung des Deutschen Künstlerbundes, Bd. 34. Cantz Verlag, Stuttgart 1986.
- Beatrix Nobis, Norbert Nobis, Siegfried Neuenhausen: Siegfried Neuenhausen. In der Reihe Niedersächsische Künstler der Gegenwart, Neue Folge Bd. 22, hrsg. vom Niedersächsischen Ministerium für Wissenschaft und Kunst. Westermann Verlag, Braunschweig 1984, ISBN 3-14-509122-0.
- Eine Plastik für die Südstadt / Bildhauerprojekt im Altenzentrum Geibelstraße in Hannover. Nr. 5 in der Reihe Kulturinformation. Hrsg. vom Kulturamt der Stadt Hannover unter Gesamtleitung von Siegfried Neuenhausen. Kulturamt Hannover, 1983.
- Kunst und Öffentlichkeit. Verb. Katalogausgabe. Hrsg. von der IGBK, Internationale Gesellschaft der Bildenden Künste, Sektion der Bundesrepublik Deutschland, Berlin (West). Elefanten-Press-Verlag, 1980, ISBN 3-88520-033-3.
- mit Katrin Sello: Zwischen Kunst und Psychiatrie / Siegfried Neuenhausens Bildhauerprojekte mit Patienten in Wunstorf und Ochsenzoll. Zur Ausstellung 13. Februar – 4. April 1983 im Kunstverein Hannover. Hrsg. vom Kunstverein Hannover, 1983
- Stücke vom Menschen. Zur Ausstellung vom 8.–30. Dezember 1972 in der Kunsthalle zu Kiel, 1972.
- Siegfried Neuenhausen: 17. April – 30. Juni 1971. Zur Ausstellung in der Neuen Galerie im Alten Kurhaus in Aachen. Bd. 9 in der Reihe Neue Galerie im Alten Kurhaus. Stadt Aachen, 1971
- mit Walter Aue: Marilyn oder Der Astronaut. (auch in engl. erschienen). Patio-Verlag, Frankfurt am Main 1969.

## Auszeichnungen

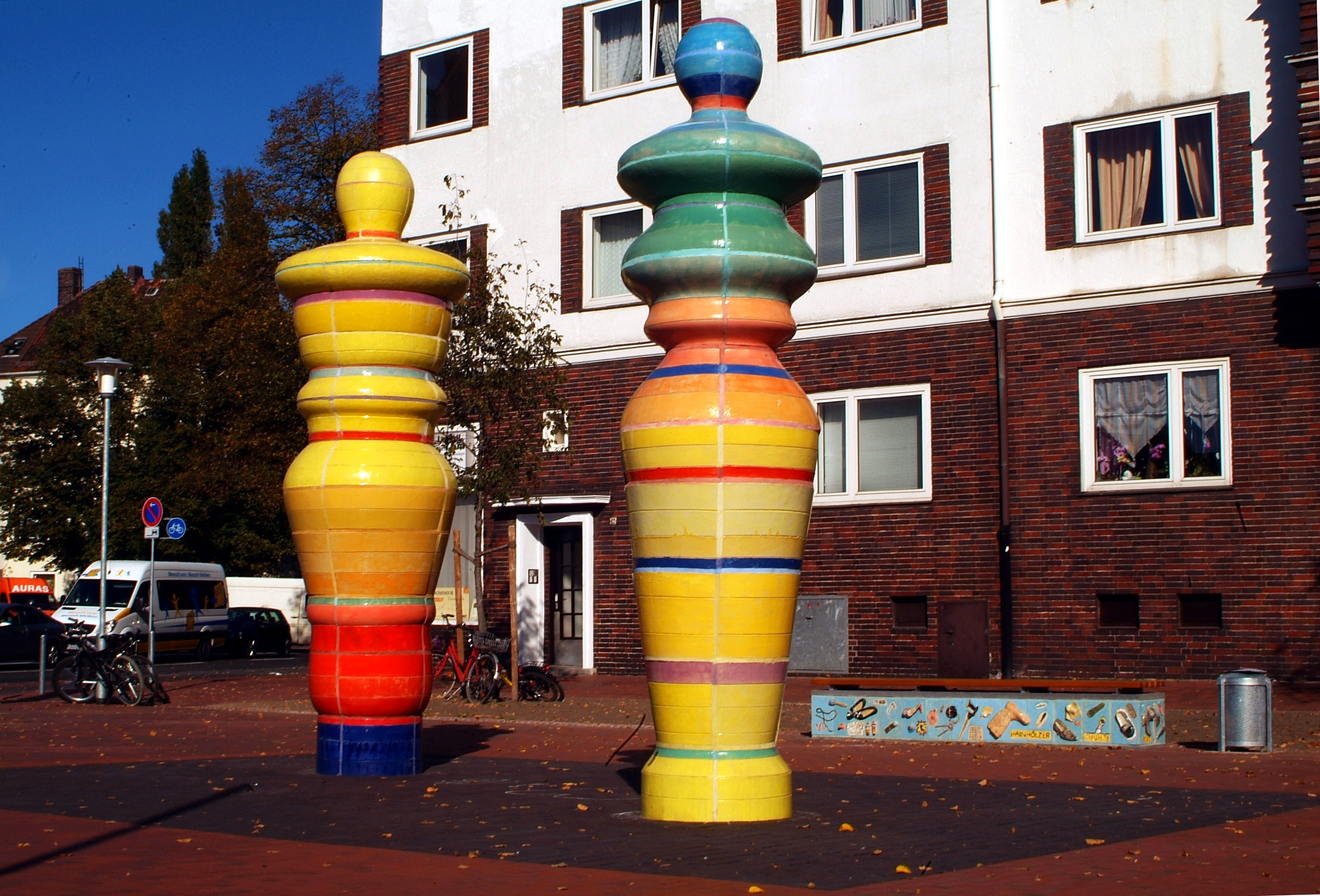
2011 ausgezeichnet: Figurinen und eine der beiden Bänke der Hainhölzer Schuhe

- 1980: Preis für „Kunst im öffentlichen Raum“ Juniorwerke Goslar
- 1986: Kunstpreis des Stadtsparkasse/Kunstverein Hannover
- 1988: Bundesverdienstkreuz I. Klasse
- 1989: Kunstpreis der Niedersächsischen SPD-Landtagsfraktion
- 2006: Stadtplakette Hannover für den Einsatz der „Resozialisierung von Strafgefangenen mit den Mitteln der bildenden Kunst“[14]
- 2011: Innovationspreis Soziokultur 2011. den mit 15.000 dotierten Preis des Fonds Soziokultur teilten sich zwei Preisträger;
  - die „Hainhölzer Kulturgemeinschaft“ für den von sozial benachteiligten Einwohnern des Sanierungsstadtteils Hainholz geschaffenen und von Siegfried Neuenhausen geleiteten Beitrag „Skulpturen für Hainholz“
  - das Tanztheaterprojekt „Hajusum in Bollyland“ zum Thema Heimatlosigkeit von jungen, unbegleiteten Flüchtlingen und Migranten, das vom Verein „Hajusom“ (Hamburg) 2011 organisiert wurde.[15][16]

## Ausstellungen

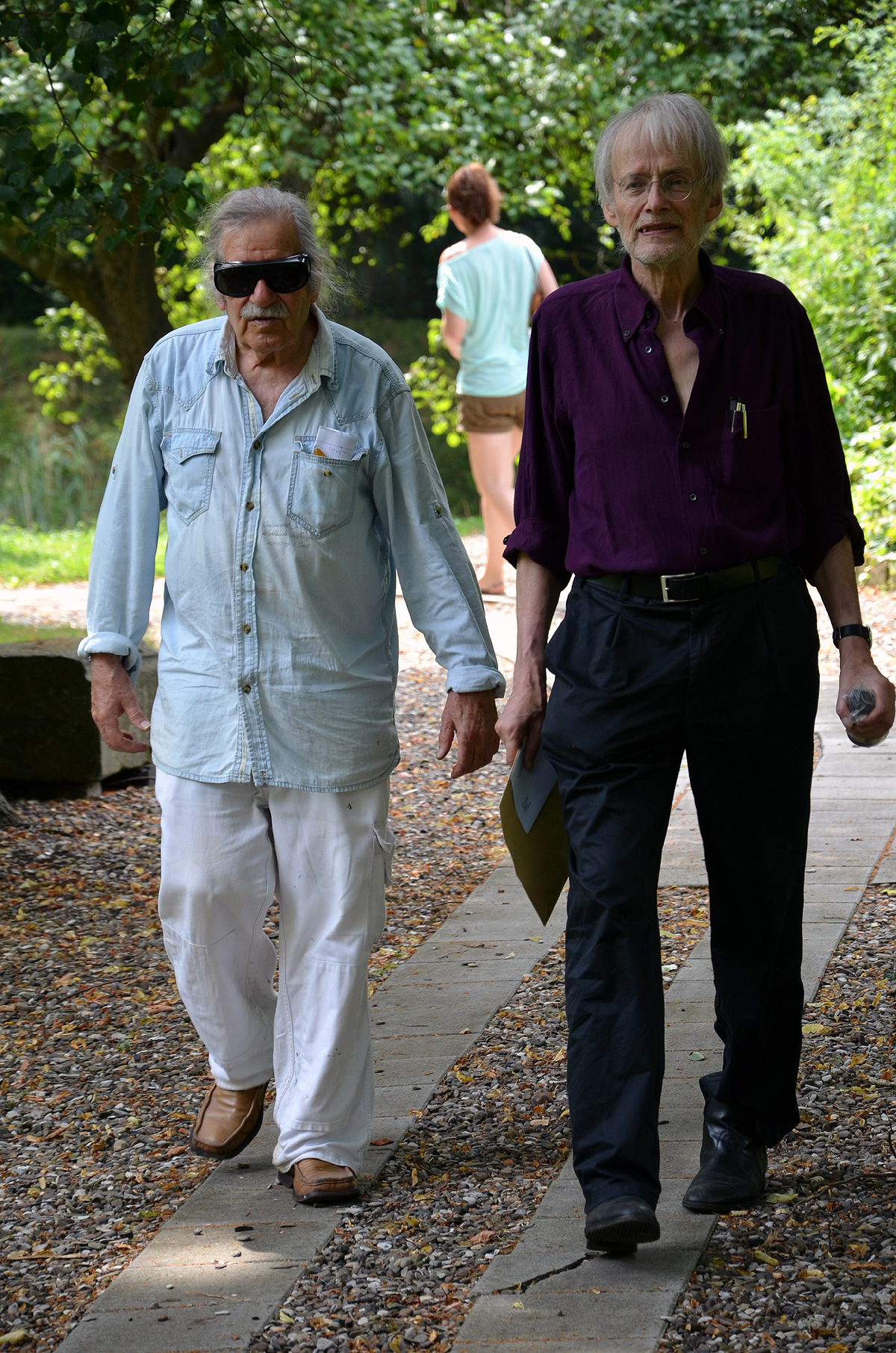
Siegfried Neuenhausen und Timm Ulrichs bei der Gemeinschaftsausstellung WasserKunst: Zwischen Deich und Teich im August 2013 im Park vom Edelhof Ricklingen

- 1968: Von der Heydt-Museum, Wuppertal
- 1972: Karl Ernst Osthaus-Museum, Hagen; Kunsthalle Kiel, zusammen mit E. Wortelkamp; Kunstforum Rottweil
- 1996: Kunstverein Wolfenbüttel, Wolfenbüttel
- 1999: Bauarbeiter. Holzskulpturen mit Gefangenen der Justizvollzugsanstalt Hannover
- 2000: Kunstverein Bad Salzdetfurth, Bodenburg; Bomann-Museum, Celle
- 2001: Kunstverein Lingen; Mönchehaus Museum für moderne Kunst, Goslar
- 2002: Galerie Kasten, Mannheim: „46 Bronzen“; Kunstverein Oerlinghausen
- 2010: Gemeinsam mit Andreas Spengler war Neuenhausen Initiator der Ausstellung „Elementarkräfte – Werk und Schaffen psychiatrieerfahrener Künstler über 100 Jahre“ in der städtischen Galerie KUBUS der Landeshauptstadt Hannover.[17]
- 2011:
  - Kleine Welten / Die Bürger von B. Kunstverein Hannover / Sprengel Museum Hannover[18]
  - Doppelausstellung Siegfried Neuenhausen in Hannover-Mitte;
    - Städtischen Galerie KUBUS: Bildhauerprojekte 1978–2011,[19] sowie in der
    - Galerie vom Zufall und vom Glück: Skulpturen und Bilder.[20]
- August 2013: WasserKunst: Zwischen Deich und Teich, historische Parkanlage vom Edelhof Ricklingen[8]